# Carl Montan
Carl Otto Montan, född 24 juni 1853 i Stockholm, död där 16 januari 1914, var en svensk jurist och tidningsman. Han var bror till Wilhelm och Pehr Montan.
Montan blev student vid Uppsala universitet 1873, juris kandidat 1882, vice häradshövding 1884, adjungerad ledamot i Svea hovrätt 1889 och assessor där 1892 samt var tillförordnad revisionssekreterare 1893–1895. Efter sin bror Wilhelm övertog han 1 juli 1895 huvudredaktörskapet för "Stockholms Dagblad", där han sedan 1880 varit medarbetare på de juridiska och ekonomiska områdena. År 1901 utnämndes han till ledamot av de blandade domstolarna i Egypten och från 1910 var han vicepresident vid den i Alexandria. Han var 1908–1909 svenska statens sakförare ("agent") inför skiljedomstolen om sjögränsen mot Norge (Grisbådarna). 
Montan utgav bland annat Reformarbetet rörande det svenska rättegångsväsendet 1880–93 (1893), Smärre juridiska uppsatser 1884–93 (1893) och Blandade domstolarna i Egypten (i "Tidsskrift for retsvidenskab", 1908). Han är begravd på Norra begravningsplatsen utanför Stockholm.